# Pavla Bogatyrenko
Pavla Zakharovna Bogatyrenko (Павла Захаровна Богатыренко), née à Tchernigov, dans l'Empire russe et actuellement en Ukraine, le 18 septembre 1907 et morte à Moscou le 14 mai 1979 , est une actrice dramatique soviétique, aussi professeur d'art dramatique.

## Biographie
Pavla Bogatyrenko sort diplômée en 1930 du département d'art dramatique de l'Académie russe des arts du théâtre à Moscou. En septembre 1932, elle est admise au Théâtre Maly et y travaille jusqu'au 1er juin 1965.
De 1960 à 1976, elle enseigne à la Haute école théâtrale M. S. Chtchepkine.
Elle se marie avec Vladimir Vladislavsky (ru), comédien au Théâtre Maly.
Morte en 1979, Pavla Bogatyrenko est inhumée au cimetière de Novodevitchi à Moscou.